# Stefan Heym
Helmut Flieg (Chemnitz, 10 de abril de 1913 - Jerusalén, 16 de diciembre de 2001) fue un escritor alemán de origen judío, más conocido por el seudónimo Stefan Heym. Vivió en los Estados Unidos (y se alistó en el ejército) entre 1935 y 1952, antes de volver a su nativa Alemania, en lo que en ese entonces era la República Democrática de Alemania (RDA, o Alemania del Este), publicando trabajos en inglés y alemán en Estados Unidos y en la RDA.

## Biografía

### Niñez y adolescencia
Helmut Flieg nació en el seno de una familia judía dedicada al comercio en Chemnitz, una ciudad ubicada en Sajonia. Fue un antifascista desde temprana edad, y en 1931 fue, tras la instigación de los nazis, expulsado desde el gimnasio de su escuela a su casa debido a un poema antimilitar. Sin embargo, completó los estudios primarios en Berlín y comenzó un posgrado en su educación media allí. Antes del incendio del Reichstag en 1934, Flieg escapó a Checoslovaquia, donde tomó el seudónimo Stefan Heym.

### Estados Unidos
En 1935 recibió una subvención de una institución judía de estudios, y viajó a los Estados Unidos para continuar su posgrado en la Universidad de Chicago, que completó en 1936 con una disertación sobre Heinrich Heine. Entre 1937 y 1939 se estableció en Nueva York como redactor jefe de un semanario en alemán, el Deutsches Volksecho, que fue cerrado por el Partido Comunista de los Estados Unidos. Después de que el periódico cesara su publicación en noviembre de 1939, Heym trabajó como un escritor free-lance en inglés, consiguiendo un superventas con su primera novela, Hostages (‘Rehenes’) en 1942.
Desde 1943 Heym, a esa altura un ciudadano estadounidense más, contribuyó con esfuerzo en la Segunda Guerra Mundial, siendo miembro de los Ritchie Boys, una unidad para la guerra psicológica dentro del comando del inmigrante Hans Habe, y adquirió experiencia en el Desembarco de Normandía, en 1944. Su trabajo consistía en componer textos designados para influenciar a los soldados de la Wehrmacht (Fuerzas Armadas Alemanas), para diseminarlos por medio de folletos, radio y altavoces. Después de la guerra Heym dirigió el diario Ruhrzeitung en Essen, Renania del Norte, y más tarde, en Múnich, se convirtió en editor del Neue Zeitung, uno de los diarios más importantes de las tropas de ocupación estadounidenses. Debido a sus inclinaciones prosoviéticas Heym fue transferido de vuelta a Estados Unidos en las postrimerías de 1945, y fue removido debido a su pensamiento “pro comunista”.
En los años siguientes volvió a trabajar como escritor free-lance. En 1952 devolvió todas sus medallas obtenidas como miembro del ejército estadounidense en reacción a la guerra de Corea, y se mudó primero a Praga, y más tarde en ese mismo año a la RDA (República Democrática de Alemania).

### República Democrática de Alemania
En la RDA inicialmente Heym recibió tratamientos privilegiados como un emigrante antifascista. Él vivió con su esposa en una villa dispuesta por el Estado en Berlín-Grünau. Entre 1953 y 1956 trabajó para el Berliner Zeitung, como escritor free-lance. En sus primeros años de su vida en la RDA Heym, un confeso socialista, se preparó para soportar el régimen con novelas decididamente socialistas y otros trabajos. Sus obras, que continuaron siendo escritas en inglés, fueron publicadas por una editorial fundada por él, llamada Seven Seas Publishers (Editores de los Siete Mares) y en su traducción al alemán fueron impresas en largos números.
Los conflictos con el aparato estatal de la RDA comenzaron aparentemente desde 1956, cuando la publicación del libro de Heym sobre el Levantamiento Obrero de 1953, Five Days in June (Cinco días en junio) fue rechazado. Las tensiones aumentan después de 1965, cuando Erich Honecker atacó a Heym durante una conferencia del Partido Socialista Unido de Alemania. En 1969 Heym fue encarcelado debido a una violación de las regulaciones de los controles de cambio después de publicar su novela Lassalle. No obstante, fue capaz de dejar la RDA en viajes turísticos extranjeros, visitando los Estados Unidos en 1978, y sus libros continuaron apareciendo, sólo en impresiones de baja calidad, en la RDA.
En 1976 Heym fue entre los escritores de la RDA para que firmen una petición protestando por el exilio de Wolf Biermann. A partir de este punto Heym sólo pudo publicar sus trabajos en la RFA, y comenzó a componerlos en alemán. En 1979 fue encarcelado nuevamente por violar los controles de cambio y fue excluido de la Asociación de Escritores de la RDA. Heym expresó su apoyo a la Reunificación alemana en 1982, y durante la década de 1980 apoyó el movimiento de los derechos civiles en la RDA, contribuyendo con varios discursos en Berlín Este en el otoño de 1989, como el que pronunció durante la manifestación de Alexanderplatz el 4 de noviembre del mismo año.

### Después de la reunificación

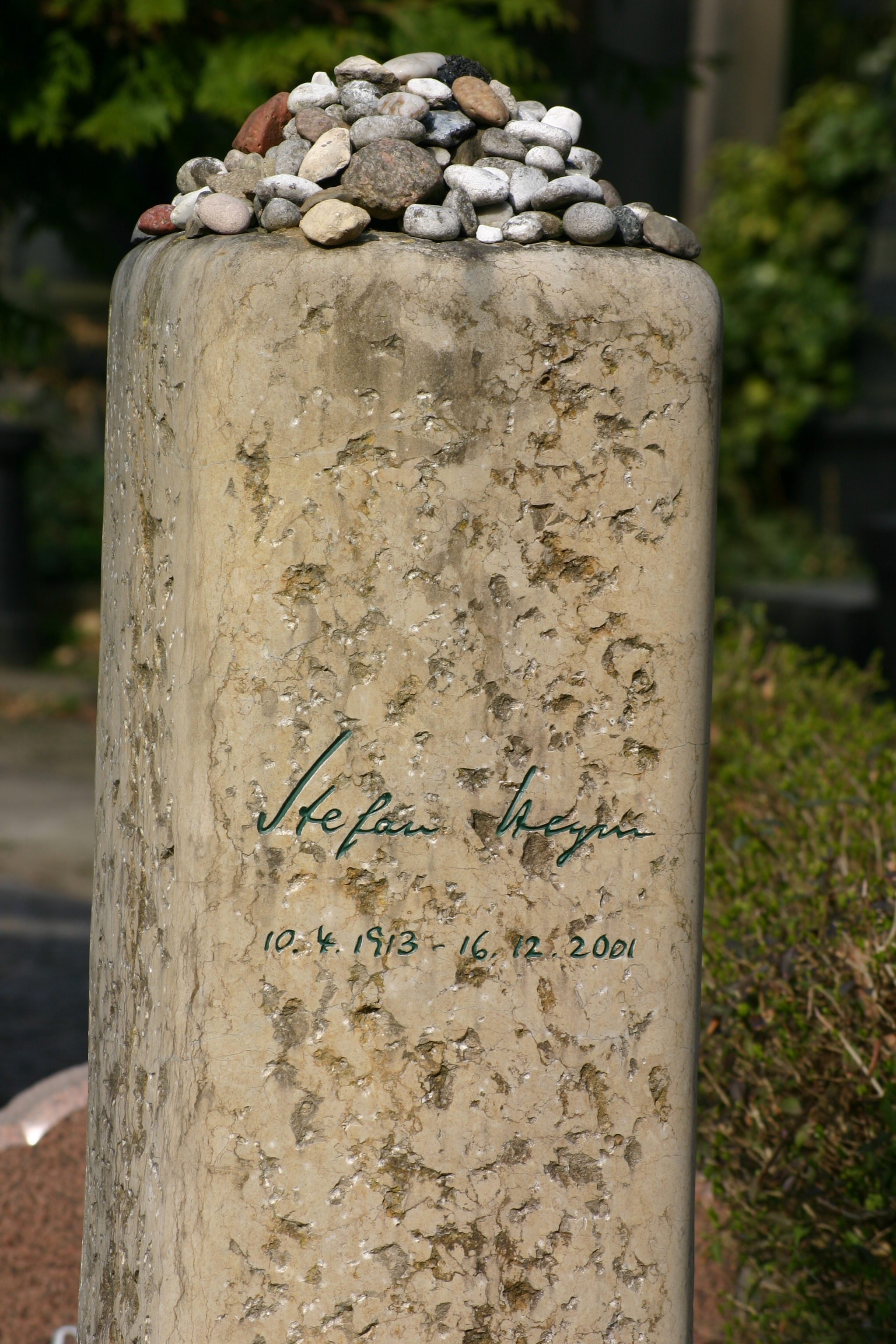
Lápida de Stefan Heym en el Cementerio Weißensee, Berlín.

En los años posteriores a la reunificación Heym fue crítico de lo que él vio como una discriminación contra los alemanes del este en su integración en la República Federal, y abogó por un socialismo alternativo al capitalismo de la Alemania reunificada. En las elecciones federales de 1994 Heym se encontraba como un independiente en la Lista Abierta del Partido del Socialismo Democrático, y ganó una elección directa al Bundestag desde el escaño de Berlín-Mitte/Prenzlauer-Berg. Como presidente por antigüedad poseía el discurso de apertura del nuevo Parlamento en noviembre de 1994, pero renunció en octubre de 1995 en protesta contra una proyectada enmienda constitucional que aumentaba la asignación del gasto a los miembros del Parlamento. En 1997 estuvo entre los firmantes de la “Declaración Erfurt” que demandaba una alianza entre el Partido Socialdemócrata de Alemania y Los Verdes, para formar un gobierno minoritario apoyado por el Partido del Socialismo Democrático después de las elecciones federales de 1998. Heym falleció en Jerusalén en 2001 durante una conferencia sobre Heinrich Heine.
Heym fue honrado con doctorados honorarios de la Universidad de Bern (1990) y la Universidad de Cambridge (1991) y fue declarado ciudadano ilustre de Chemnitz, su ciudad natal (2001). Además fue premiado por el Premio Jerusalén de Literatura (1993) “Por la libertad del individuo en la sociedad” y recibió la Medalla de la Paz de la IPPNW (International Physicians for the Prevention of the Nuclear War – Físicos Internacionales por la Prevención de la Guerra Nuclear). Previamente Heym ganó el Premio Heinrich Mann (1953) y el Premio Nacional de Alemania del Este, 2.ª clase (1959).
Sus restos descansan en el Cementerio Weißensee.

## Trabajos

### Trabajos en inglés
- Nazis in U.S.A (Nazis en EE.UU.) – Nueva York, 1938
- Hostages (‘Rehenes’) – Nueva York, 1942.
- Of Smiling Peace (De Paz Sonriente) – Boston, 1944.
- The Crusaders (Los Cruzados) – Boston, 1948.
- The Eyes of Reason (Los Ojos de la Razón) – Boston, 1951.
- Goldsborough – Leipzig, 1953.
- The Cannibals and Other Stories (Los Caníbales y Otras Historias) – Berlín, 1958.
- The Cosmic Age (La Edad Cósmica) – Nueva Delhi, 1959.
- Shadows and Lights (Sombras y Luces) – Londres, 1963.
- The Lenz Papers (Los Papeles de Lenz) – Londres, 1964.
- The Architects (Los Arquitectos) – Escrito entre 1963 y 1965, publicado en alemán como Die Architekten (Los Arquitectos) Múnich, 2000, y publicado en inglés en 2005.
- Uncertain Friend (Amigo Incierto) – Londres, 1969.
- The King David Report (El Reporte del Rey David) – Nueva York, 1973.
- The Queen Against Defoe (La Reina Contra Defoe) – Londres, 1975.
- Five Days in June (Cinco Días en junio) – Londres, 1977.

### Trabajos en alemán
- Tom Sawyers großes Abenteuer (La gran aventura de Tom Sawyer), Halle, 1953. (junto con Hanus Burger)
- Forschungsreise ins Herz der deutschen Arbeiterklasse (Viaje de investigación al corazón de la clase obrera alemana), Berlín, 1953.
- Reise ins Land der unbegrenzten Möglichkeiten (Viaje a la tierra de las posibilidades ilimitadas), Berlín, 1954.
- Im Kopf - sauber (Con la cabeza limpia), Leipzig, 1955.
- Offen gesagt (Francamente), Berlín, 1957.
- Fünf Kandidaten (Cinco candidatos), Berlín, 1957.
- Schatten und Licht. Geschichten aus einem geteilten Land (Sombras y luz. Historia de un país dividido), Leipzig, 1960.
- Casimir und Cymbelinchen (Casimir y Cymbelinchen), Berlín, 1966.
- Fünf Tage im Juni (Cinco días en junio), Múnich, 1974.
- Cymbelinchen oder der Ernst des Lebens (Cymbelichen o la gravedad de la vida), Gütersloh, 1975.
- Das Wachsmuth-Syndrom (El síndrome de Wachsmuth), Berlín, 1975.
- Erzählungen (Historias), Berlín, 1976.
- Erich Hückniesel und das fortgesetzte Rotkäppchen (Erich Hückniesel y la continuación de Caperucita Roja), Berlín, 1977.
- Die richtige Einstellung und andere Erzählungen (La actitud correcta y otras historias), Múnich, 1977.
- Collin (Collin), Múnich, 1979.
- Der kleine König, der ein Kind kriegen mußte und andere neue Märchen für kluge Kinder (El pequeño rey, que tuvo que recibir un niño y otros nuevos cuentos de hadas para niños brillantes), Múnich, 1979.
- Wege und Umwege (Carreteras y desvíos), Múnich, 1980.
- Ahasver (Ahasver), Múnich, 1981.
- Atta Troll. Versuch einer Analyse (Atta Troll. Intentar un análisis), Múnich, 1983.
- Nachdenken über Deutschland (Reflexionar sobre Alemania), Bruselas, 1984. (junto con Günter Grass)
- Schwarzenberg (Schwarzenberg), Múnich, 1984.
- Reden an den Feind (Discursos en el enemigo), Múnich, 1986.
- Nachruf (Necrología), Múnich, 1988.
- Meine Cousine, die Hexe und weitere Märchen für kluge Kinder (Mi prima, la bruja y otros cuentos de hadas para niños inteligentes), Múnich, 1989.
- Auf Sand gebaut (Construido sobre la arena), Múnich, 1990.
- Stalin verlässt den Raum (Stalin sale de la habitación), Leipzig, 1990.
- Einmischung (Interferencia), Múnich, 1990.
- Filz (Fieltro), Múnich, 1992.
- Radek (Radek), Múnich, 1995.
- Der Winter unsers Missvergnügens (El invierno de nuestro descontento), Múnich, 1996.
- Immer sind die Weiber weg und andere Weisheiten, Düsseldorf, 1997.
- Pargfrider (Pargfrider), Múnich, 1998.
- Stefan Heym im Gespräch mit Dirk Sager (Stefan Heym conversa con Dirk Sager), Berlín, 1999.
- Die Architekten (Los arquitectos), Múnich, 2000.
- Es gibt Ideen, die Jahrtausende überstehen (Hay ideas que sobreviven los milenios), 2001 (junto con Michael Martens).
- Immer sind die Männer schuld (Siempre los Hombres son culpables), Múnich, 2002.
- Offene Worte in eigener Sache (Abrir palabras en su propio derecho), Múnich, 2003.